# Championnats du monde de ski acrobatique 2021 - Skicross femmes
Navigation
Édition précédente Édition suivante
Le skicross féminin des Championnats du monde de ski acrobatique 2021 s'est déroulé du 10 au 13 février 2021 à Idre Fjäll (Suède). 
De retour de blessure, Sandra Näslund l'emporte après un an d'absence et pour sa première compétition de la saison. Ç'est son second titre mondial après celui de 2017. Au terme d'une finale très disputée, Fanny Smith et Alizée Baron complètent le podium, exactement comme en 2019. C'est le 5e podium mondial consécutif de Fanny Smith depuis son unique titre mondial de 2013. Alizée Baron, qui vient de réintégrer le circuit après 20 mois d'absence, signe ici son second podium mondial consécutif.

## Médaillées
| Or             | Argent      | Bronze       |
| Sandra Näslund | Fanny Smith | Alizée Baron |

## Résultats détaillés

### Qualifications
L'épreuve de qualification s'est déroulée le 10 février.
| Rang | Dossard | Athlète                  | Nationalité | Temps   | Notes |
| ---- | ------- | ------------------------ | ----------- | ------- | ----- |
| 1    | 2       | Fanny Smith              | Suisse      | 1:17.27 | Q     |
| 2    | 3       | Sandra Näslund           | Suède       | 1:17.90 | Q     |
| 3    | 1       | Katrin Ofner             | Autriche    | 1:19.49 | Q     |
| 4    | 7       | Alizée Baron             | France      | 1:19.60 | Q     |
| 5    | 19      | Tiana Gairns             | Canada      | 1:20.03 | Q     |
| 6    | 5       | Marielle Berger Sabbatel | France      | 1:20.38 | Q     |
| 7    | 4       | Talina Gantenbein        | Suisse      | 1:20.41 | Q     |
| 8    | 9       | Courtney Hoffos          | Canada      | 1:20.42 | Q     |
| 9    | 18      | Hannah Schmidt           | Canada      | 1:20.72 | Q     |
| 10   | 6       | Marielle Thompson        | Canada      | 1:20.74 | Q     |
| 11   | 12      | Anastasia Chirtcova      | Russie      | 1:20.77 | Q     |
| 12   | 10      | Jade Grillet-Aubert      | France      | 1:20.84 | Q     |
| 13   | 8       | Alexandra Edebo          | Suède       | 1:20.92 | Q     |
| 14   | 11      | Zoe Chore                | Canada      | 1:21.06 | Q     |
| 15   | 17      | Ekaterina Maltseva       | Russie      | 1:21.48 | Q     |
| 16   | 13      | Sanna Lüdi               | Suisse      | 1:21.57 | Q     |
| 17   | 16      | Amélie Schneider         | France      | 1:21.94 |       |
| 18   | 14      | Nikol Kučerová           | Tchéquie    | 1:21.94 |       |
| 19   | 15      | Maria Dobrova            | Russie      | 1:23.73 |       |

### Quarts de finale
| Rang | Dossard | Athlète         | Nationalité | Notes |
| ---- | ------- | --------------- | ----------- | ----- |
| 1    | 8       | Courtney Hoffos | Canada      | Q     |
| 2    | 1       | Fanny Smith     | Suisse      | Q     |
| 3    | 9       | Hannah Schmidt  | Canada      |       |
| 4    | 16      | Sanna Lüdi      | Suisse      |       |

| Rang | Dossard | Athlète                  | Nationalité | Notes |
| ---- | ------- | ------------------------ | ----------- | ----- |
| 1    | 6       | Marielle Berger Sabbatel | France      | Q     |
| 2    | 11      | Anastasia Chirtcova      | Russie      | Q     |
| 3    | 14      | Zoe Chore                | Canada      |       |
| 4    | 3       | Katrin Ofner             | Autriche    |       |

| Rang | Dossard | Athlète             | Nationalité | Notes |
| ---- | ------- | ------------------- | ----------- | ----- |
| 1    | 13      | Alexandra Edebo     | Suède       | Q     |
| 2    | 4       | Alizée Baron        | France      | Q     |
| 3    | 12      | Jade Grillet-Aubert | France      |       |
| 4    | 5       | Tiana Gairns        | Canada      |       |

| Rang | Dossard | Athlète            | Nationalité | Notes |
| ---- | ------- | ------------------ | ----------- | ----- |
| 1    | 2       | Sandra Näslund     | Suède       | Q     |
| 2    | 7       | Talina Gantenbein  | Suisse      | Q     |
| 3    | 10      | Marielle Thompson  | Canada      |       |
| 4    | 15      | Ekaterina Maltseva | Russie      |       |

### Demi-finales
| Rang | Dossard | Athlète         | Nationalité | Notes |
| ---- | ------- | --------------- | ----------- | ----- |
| 1    | 1       | Fanny Smith     | Suisse      | GF    |
| 2    | 4       | Alizée Baron    | France      | GF    |
| 3    | 8       | Courtney Hoffos | Canada      | PF    |
| 4    | 13      | Alexandra Edebo | Suède       | PF    |

| Rang | Dossard | Athlète                  | Nationalité | Notes |
| ---- | ------- | ------------------------ | ----------- | ----- |
| 1    | 2       | Sandra Näslund           | Suède       | GF    |
| 2    | 7       | Talina Gantenbein        | Suisse      | GF    |
| 3    | 6       | Marielle Berger Sabbatel | France      | PF    |
| 4    | 11      | Anastasia Chirtcova      | Russie      | PF    |

### Finales
| Rang | Dossard | Athlète                  | Nationalité | Notes |
| ---- | ------- | ------------------------ | ----------- | ----- |
| 5    | 8       | Courtney Hoffos          | Canada      |       |
| 6    | 6       | Marielle Berger Sabbatel | France      |       |
| 7    | 11      | Anastasia Chirtcova      | Russie      |       |
| 8    | 13      | Alexandra Edebo          | Suède       |       |

| Rang               | Dossard | Athlète           | Nationalité | Notes |
| ------------------ | ------- | ----------------- | ----------- | ----- |
| Médaille d'or      | 2       | Sandra Näslund    | Suède       |       |
| Médaille d'argent  | 1       | Fanny Smith       | Suisse      |       |
| Médaille de bronze | 4       | Alizée Baron      | France      |       |
| 4                  | 7       | Talina Gantenbein | Suisse      |       |

## Classement final
| Rang               | Dossard | Athlète                  | Nationalité |
| ------------------ | ------- | ------------------------ | ----------- |
| Médaille d'or      | 3       | Sandra Näslund           | Suède       |
| Médaille d'argent  | 2       | Fanny Smith              | Suisse      |
| Médaille de bronze | 7       | Alizée Baron             | France      |
| 4                  | 4       | Talina Gantenbein        | Suisse      |
| 5                  | 9       | Courtney Hoffos          | Canada      |
| 6                  | 5       | Marielle Berger Sabbatel | France      |
| 7                  | 12      | Anastasia Chirtcova      | Russie      |
| 8                  | 8       | Alexandra Edebo          | Suède       |
| 9                  | 1       | Katrin Ofner             | Autriche    |
| 10                 | 18      | Hannah Schmidt           | Canada      |
| 11                 | 6       | Marielle Thompson        | Canada      |
| 12                 | 10      | Jade Grillet-Aubert      | France      |
| 13                 | 19      | Tiana Gairns             | Canada      |
| 14                 | 11      | Zoe Chore                | Canada      |
| 15                 | 17      | Ekaterina Maltseva       | Russie      |
| 16                 | 13      | Sanna Lüdi               | Suisse      |
| 17                 | 16      | Amélie Schneider         | France      |
| 18                 | 14      | Nikol Kučerová           | Tchéquie    |
| 19                 | 15      | Maria Dobrova            | Russie      |